# Пикус, Евгений Михайлович
Евгений Михайлович Пикус (14 сентября 1979, Винница, Украинская ССР — 25 августа 2014, поселок Таловое, Станично-Луганский район, Луганская область, Украина) — украинский военный деятель, полковник (посмертно) Государственной пограничной службы Украины. Герой Украины (2018, посмертно).

## Биография
Родился в 1979 году в Виннице. Его отец, Михаил Григорьевич — кадровый офицер, полковник штаба военной авиации в Виннице; мать — Анна Федосеевна работала инженером на винницком заводе, оба деда участвовали в Великой Отечественной войне. У Евгения есть старшая сестра Ольга и брат-близнец Михаил. С 1-го класса вместе с братом занимался плаванием, борьбой, музыкой — играли на трубе. 1996 года, после окончании винницкой школы № 30 вместе вступили в Академию Госпогранслужбы, которая находится в Хмельницком. После выпуска служили в разных подразделениях.
Проходил службу на различных должностях в Песчанском районе Винницкой области, Одесской, в Борисполе, на Сумщине, в Харькове, где возглавлял отдел на железнодорожном вокзале. На счету офицера разоблачения контрабанды одежды на 2,5 миллиона гривен, исторических ценностей, икон, недопущения незаконного вывоза маленького ребенка. За успехи в службе в порядке карьерного роста был переведен в аппарат управления, досрочно получил звание подполковника.
Старший офицер по регистрации и паспортной работы отдела пограничного контроля и регистрации штаба Восточного регионального управления (I категории) Государственной пограничной службы Украины.

## Награды
- 26 апреля 2018 — «за исключительную личное мужество и героизм, проявленные в защите государственного суверенитета и территориальной целостности Украины, верность военной присяге», — присвоено звание Герой Украины с вручением ордена «Золотая Звезда» (посмертно) [4].
- 8 сентября 2014 — «за личное мужество и героизм, проявленные в защите государственного суверенитета и территориальной целостности Украины», - награжден орденом «За мужество» III степени (посмертно)[1].
- 21 августа 2014 — «за личное мужество и героизм, проявленные в защите государственного суверенитета и территориальной целостности Украины, верность военной присяге, высокопрофессиональное исполнение служебного долга», - награжден медалью «За военную службу Украине»[2].
- 1 октября 2016 —  негосударственная награда орден «Народный Герой Украины» (посмертно, 19-я церемония награждения., город Миргород)[3].
- Награжден ведомственными наградами — медалями «За мужество в охране государственной границы Украины» и «15 лет Государственной пограничной службе Украины».

## Память
- 20 марта 2015 в Виннице, на фасаде средней образовательной школы № 30 им. Тараса Шевченко была открыта мемориальная доска выпускника школы Евгения Пикуса[4]..
- В августе 2015 в отделе пограничной службы «Красная Таловка» в Станично-Луганском районе открыли памятный знак воинам-пограничникам, погибшим 25 августа 2014. Эскизы памятника делала литовская художница, волонтер Беата Кулак[5].
- 29 апреля 2016 решением № 246 7-й сессии 7-го созыва Винницкого городского совета улица Папанина была переименована в улицу Евгения Пикус[6][7].
- 3-й Луганский пограничный отряд имени Героя Украины полковника Евгения Пикуса (в/ч 9938)  – боевое подразделение в составе Государственной пограничной службы Украины.